# Diya al-Daula
Abu Tahir Firuzshah (en persa: ابو فیروز شاه), conocido por su laqab de Diya al-Daula, Diya' al-Daula o Diya al-Dawla, fue el gobernante búyida de Basora durante los años 980.

## Biografía
Abu Tahir Firuzshah era hijo de Adud al-Daula y de una hija de Manadhar, que era un rey justánida. Tras la muerte de Adud al-Daula en 983, sus posesiones se dividieron entre sus hijos. Samsam al-Daula, que era el presunto sucesor de su padre, tomó el poder, pero Sharaf al-Daula aprovechó su posición en Kermán para invadir Fars. Esta invasión distrajo a Samsam, lo que le dio a Abu Tahir Firuzshah la capacidad de establecer su propio gobierno, independiente, en Basora, donde tomó el título de Diya' al-Daula.
Diya' al-Dawla, así como otro hermano, Taj al-Daula, que controlaba Juzestán, finalmente decidieron reconocer la autoridad de Fajr al-Daula, que gobernaba en Jibal. Esto se hizo en un intento de protegerse del conflicto entre Samsam y Sharaf. Basora y Juzestán estaban situados entre las posesiones de los dos y, por lo tanto, eran vulnerables. Sin embargo, después de unos años, Sharaf invadió y ocupó Basora y Juzestán, lo que provocó que los dos príncipes huyeran al territorio de Fajr al-Daula. Allí encontraron refugio en Rayy. Ninguno de los dos hermanos logró establecer una línea gobernante duradera; por lo que, su papel en la política búyida fue breve.